# 스트라이커 (2010년 영화)
스트라이커(Striker)는 인도에서 제작된 찬단 아로라 감독의 2010년 범죄, 드라마 영화다. 시따하트 등이 주연으로 출연하였고 찬단 아로라가 제작을 맡았다.
이 영화는 2010년 2월 5일 인도의 영화관에서 개봉하였다. 또, 같은 날 유튜브를 통해서도 초연되었는데 인도 내 극장 개봉과 동시에 유튜브에서 국제적으로 초연한 최초의 인도 영화이다.

## 출연

### 주연
- 시따하트
- 안쿠 비칼
- 아누팜 커
- 비드야 말바디

### 조연
- 심마 비스워스
- 파드마프리야